# Geum quellyon
La especie Geum quellyon, sinónimo de Geum chiloense (hierba del clavo), es una planta perteneciente a la familia de las rosáceas.

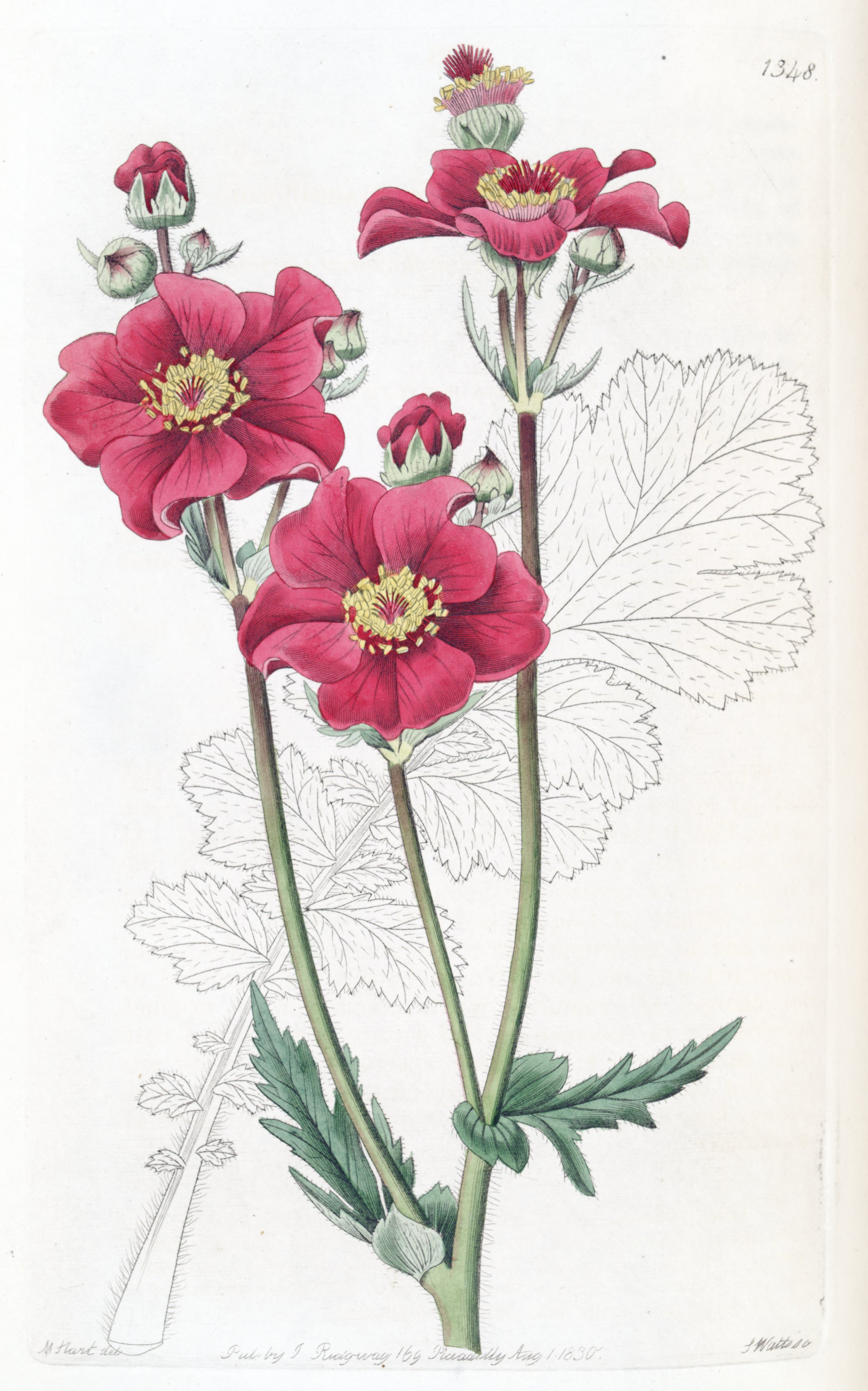
Ilustración

## Distribución
Es una hierba perenne que crece en la región central de Chile. 

## Descripción
Esta planta es usada como planta medicinal popular y como planta ornamental. Se ha utilizado en la medicina tradicional de los mapuches de Chile para el tratamiento de la neuralgia, inflamación gástrica, la prostatitis y para regular la menstruación.

## Principios activos
El extracto metanólica se ha obtenido de la raíz de Geum quellyon. Su acción incluye efectos antiinflamatorios, anti oxidantes y efecto antitumoral. La metanólica contienen extracto de taninos compuestos que han demostrado poseer actividad antitumoral.

## Taxonomía
Geum quellyon fue descrita por Robert Sweet y publicado en The British Flower Garden, . . . 1: 3, t. 292, en el año 1829.
Etimología
Geum: nombre genérico que deriva del latín: gaeum(geum) = nombre de una planta, en Plinio el Viejo, con finas raíces negras y de buen olor, que se ha supuesto era la hierba de San Benito (Geum urbanum L.)
quellyon: epíteto
Sinonimia
- Geum chiloense Balb. ex Ser.
- Geum coccineum Sibth. & Sm.
- Geum magellanicum Comm. ex Pers.[5]